# Newington (Folkestone and Hythe)
Newington är en ort och civil parish i grevskapet Kent i sydöstra England. Orten ligger i distriktet Folkestone and Hythe, cirka 5 kilometer nordväst om Folkestone. Civil parishen hade 360 invånare vid folkräkningen år 2021.